# Save Your Tears
"Save Your Tears" é uma canção gravada pelo cantor canadense The Weeknd para seu quarto álbum de estúdio After Hours (2020). The Weeknd escreveu e produziu a canção com os produtores Max Martin e Oscar Holter, com Belly e Jason Quenneville recebendo créditos adicionais na composição. A canção recebeu aclamação universal.
"Save Your Tears" foi lançada em 9 de agosto de 2020 como o quarto e último single de After Hours na Europa,  e foi enviada às rádios estadunidenses em 24 de novembro de 2020, alcançando o top cinco em trinta países. A canção foi também a música-tema do evento de wrestling WrestleMania 37. Um remix da canção feita por Oneohtrix Point Never foi oficialmente lançado junto com a edição deluxe de After Hours em 23 de março de 2020. Em 22 de abril de 2021, um segundo remix foi lançado, sendo uma colaboração cantora estadunidense Ariana Grande, o qual chegou à posição de número um na parada Billboard Hot 100, tornando-se o sexto single número um de ambos os artistas. Isso também fez de After Hours o primeiro álbum desde Scorpion (2018), do cantor Drake, a ter três singles do mesmo álbum alcançando a posição de número um.

## Antecedentes e promoção
Em 12 de julho de 2019, um trecho da faixa apareceu online, levando muitos a acreditar que ela seria incluída em After Hours. Em 17 de março de 2020, o aplicativo de identificação musical Shazam revelou que a gravação seria a décima primeira canção do quarto álbum de estúdio do the Weeknd. Mais tarde naquele dia, the Weeknd confirmou a presença da canção quando a lista de faixas do álbum foi lançada.

## Prêmios e indicações
| Ano  | Premiação              | Categoria             | Resultado | Ref.  |
| ---- | ---------------------- | --------------------- | --------- | ----- |
| 2021 | MTV Millennial Awards  | Sucesso Global do Ano | Indicado  | [ 8 ] |
| 2021 | MTV Video Music Awards | Vídeo do Ano          | Indicado  | [ 9 ] |

## Remixes

### OPN remix
O remix oficial da canção foi criado por OPN e incluído na edição deluxe de After Hours e no EP After Hours (Remixes). Salvatore Maicki, da revista The Fader elogiou a colaboração: "No remix de OPN de 'Save Your Tears', eles se encontram no meio, acendendo um espetáculo tecnicolor".

### Ariana Grande remix
O segundo remix, uma colaboração com a cantora estadunidense Ariana Grande, foi lançado em 22 de abril de 2021, junto com um videoclipe animado. A canção marca a terceira colaboração entre the Weeknd e Grande, depois de "Love Me Harder" (2014) e "Off the Table" (2020). A faixa atingiu o 1º lugar da Billboard Hot 100, se tornando a primeira colaboração entre os mesmos a atingir a posição, além de se tornar a sexta canção de cada um a atingir tal marca.

## Tabelas

### Posições nas tabelas musicais
| Paradas (2020–2021)                           | Melhor posição |
| --------------------------------------------- | -------------- |
| Alemanha (Offizielle Deutsche Charts)         | 6              |
| Argentina (Argentina Hot 100)                 | 24             |
| Austrália (ARIA)                              | 6              |
| Áustria (Ö3 Austria Top 75)                   | 4              |
| Bélgica (Ultratop 50 da Valônia)              | 1              |
| Bélgica (Ultratop 50 de Flandres)             | 1              |
| Canadá (Canadian Hot 100)                     | 2              |
| Canadá (Billboard AC)                         | 4              |
| Canadá (Billboard CHR/Top 40)                 | 1              |
| Canadá (Billboard Hot AC)                     | 2              |
| Comunidade dos Estados Independentes (Tophit) | 3              |
| República Checa (Rádio Top 100)               | 9              |
| República Checa (Singles Digitál Top 100)     | 7              |
| Dinamarca (Hitlisten)                         | 1              |
| El Salvador (Monitor Latino)                  | 7              |
| Eslováquia (Rádio Top 100)                    | 8              |
| Eslováquia (Singles Digitál Top 100)          | 6              |
| Eslovênia (SloTop50)                          | 1              |
| Estados Unidos (Billboard Hot 100)            | 4              |
| Estados Unidos (Billboard Adult Contemporary) | 14             |
| Estados Unidos (Billboard Adult Top 40)       | 3              |
| Estados Unidos (Billboard Mainstream Top 40)  | 1              |
| Estados Unidos (Billboard Rhythmic)           | 6              |
| Estônia (Eesti Tipp-40)                       | 23             |
| Finlândia (Suomen virallinen lista)           | 3              |
| França (SNEP)                                 | 13             |
| Mundo (Billboard Global 200)                  | 2              |
| Grécia (IFPI)                                 | 5              |
| Hungria (Rádiós Top 40)                       | 7              |
| Hungria (Single Top 40)                       | 3              |
| Hungria (Stream Top 40)                       | 7              |
| Irlanda (IRMA)                                | 3              |
| Israel (Media Forest)                         | 1              |
| Itália (FIMI)                                 | 4              |
| Lituânia (AGATA)                              | 1              |
| Malásia (RIM)                                 | 4              |
| Noruega (VG-lista)                            | 4              |
| Nova Zelândia (Recorded Music NZ)             | 4              |
| Países Baixos (Dutch Top 40)                  | 16             |
| Países Baixos (Single Top 100)                | 15             |
| Polónia (Polish Airplay Top 100)              | 1              |
| Portugal (AFP)                                | 4              |
| Reino Unido (UK Singles Chart)                | 11             |
| Reino Unido (OCC UK R&B)                      | 4              |
| Romania (Romanian Top 100)                    | 5              |
| Rússia (Tophit Airplay)                       | 6              |
| Singapura (RIAS)                              | 4              |
| Suécia (Sverigetopplistan)                    | 6              |
| Suíça (Schweizer Hitparade)                   | 3              |

### Certificação
| País                  | Certificação |
| --------------------- | ------------ |
| Reino Unido (BPI)     | Platina      |
| Estados Unidos (RIAA) | Platina      |